# Општина Ваље де Сантијаго (Гванахуато)
Ваље де Сантијаго (шп. Valle de Santiago) општина је у Мексику у савезној држави Гванахуато. Општина се налази на надморској висини од 1744 м.

## Становништво
Према подацима из 2010. у општини је живело 141058 становника.

### Хронологија
| Година       | 2000                   | 2005                   | 2010                   |
| ------------ | ---------------------- | ---------------------- | ---------------------- |
| Становништво | 130821 (61186 / 69635) | 127945 (59474 / 68471) | 141058 (66846 / 74212) |

### Попис
| \| \| м \| \| \| ж \| \| 0—2 \| 4.067 \| \| \| 3.946 \| \| 3—5 \| 4.224 \| \| \| 4.153 \| \| 6—11 \| 8.476 \| \| \| 8.466 \| \| 12—14 \| 4.161 \| \| \| 4.154 \| \| 15—17 \| 4.411 \| \| \| 4.344 \| \| 18—24 \| 8.338 \| \| \| 9.714 \| \| 60+ \| 7.297 \| \| \| 8.152 \| \| Просек : \| 28,7 \| \| \| 30,0 \| |       |  |  |       |
| |       |  |  |       |
| | м     |  |  | ж     |
| 0—2 | 4.067 |  |  | 3.946 |
| 3—5 | 4.224 |  |  | 4.153 |
| 6—11 | 8.476 |  |  | 8.466 |
| 12—14 | 4.161 |  |  | 4.154 |
| 15—17 | 4.411 |  |  | 4.344 |
| 18—24 | 8.338 |  |  | 9.714 |
| 60+ | 7.297 |  |  | 8.152 |
| Просек : | 28,7  |  |  | 30,0  |

| #   | Индикатор                                                                                        | Вредност |
| --- | ------------------------------------------------------------------------------------------------ | -------- |
| 1   | Становништво од 0 до 2 године                                                                    | 8013     |
| 2   | Мушко становништво од 0 до 2 године                                                              | 4067     |
| 3   | Женско становништво од 0 до 2 године                                                             | 3946     |
| 4   | Становништво са 3 и више година                                                                  | 132700   |
| 5   | Мушко становништво са 3 и више година                                                            | 62611    |
| 6   | Женско становништво са 3 и више година                                                           | 70089    |
| 7   | Становништво са 5 и више година                                                                  | 127105   |
| 8   | Мушко становништво са 5 и више година                                                            | 59830    |
| 9   | Женско становништво са 5 и више година                                                           | 67275    |
| 10  | Становништво са 12 и више година                                                                 | 107381   |
| 11  | Мушко становништво са 12 и више година                                                           | 49911    |
| 12  | Женско становништво са 12 и више година                                                          | 57470    |
| 13  | Становништво са 15 и више година                                                                 | 99066    |
| 14  | Мушко становништво са 15 и више година                                                           | 45750    |
| 15  | Женско становништво са 15 и више година                                                          | 53316    |
| 16  | Становништво са 18 и више година                                                                 | 90311    |
| 17  | Мушко становништво са 18 и више година                                                           | 41339    |
| 18  | Женско становништво са 18 и више година                                                          | 48972    |
| 19  | Становништво од 3 до 5 година                                                                    | 8377     |
| 20  | Мушко становништво од 3 до 5 година                                                              | 4224     |
| 21  | Женско становништво од 3 до 5 година                                                             | 4153     |
| 22  | Становништво од 6 до 11 година                                                                   | 16942    |
| 23  | Мушко становништво од 6 до 11 година                                                             | 8476     |
| 24  | Женско становништво од 6 до 11 година                                                            | 8466     |
| 25  | Становништво од 8 до 14 година                                                                   | 19747    |
| 26  | Мушко становништво од 8 до 14 година                                                             | 9932     |
| 27  | Женско становништво од 8 до 14 година                                                            | 9815     |
| 28  | Становништво од 12 до 14 година                                                                  | 8315     |
| 29  | Мушко становништво од 12 до 14 година                                                            | 4161     |
| 30  | Женско становништво од 12 до 14 година                                                           | 4154     |
| 31  | Становништво од 15 до 17 година                                                                  | 8755     |
| 32  | Мушко становништво од 15 до 17 година                                                            | 4411     |
| 33  | Женско становништво од 15 до 17 година                                                           | 4344     |
| 34  | Становништво од 18 до 24 године                                                                  | 18052    |
| 35  | Мушко становништво од 18 до 24 године                                                            | 8338     |
| 36  | Женско становништво од 18 до 24 године                                                           | 9714     |
| 37  | Женско становништво од 15 до 49 година                                                           | 39130    |
| 38  | Становништво са 60 и више година                                                                 | 15449    |
| 39  | Мушко становништво са 60 и више година                                                           | 7297     |
| 40  | Женско становништво са 60 и више година                                                          | 8152     |
| 41  | Однос између мушкараца и жена                                                                    | 90.07    |
| 42  | Становништво од нуле до 14 година                                                                | 41647    |
| 43  | Становништво од 15 до 64 године                                                                  | 87686    |
| 44  | Становништво од 65 година и више                                                                 | 11380    |
| 45  | Просечан број деце                                                                               | 2.66     |
| 46  | Становништво рођено у ентитету                                                                   | 134039   |
| 47  | Мушко становништво рођено у ентитету                                                             | 63353    |
| 48  | Женско становништво рођено у ентитету                                                            | 70686    |
| 49  | Становништво рођено у другом ентитету                                                            | 5322     |
| 50  | Мушко становништво рођено у другом ентитету                                                      | 2669     |
| 51  | Женско становништво рођено у другом ентитету                                                     | 2653     |
| 52  | Становништво од 5 година и више резидентно у ентитету у јуну 2005. године                        | 122131   |
| 53  | Мушко становништво старосног доба од 5 година и више, резидентно у ентитету у јуну 2005. године  | 56345    |
| 54  | Женско становништво старосног доба од 5 и више година, резидентно у ентитету у јуну 2005. године | 65786    |
| 55  | Становништво од 5 година и више које је живело у другом ентитету у јуну 2005. године             | 1238     |
| 56  | Мушко становништво старије од 5 година које је живело у другом ентитету у јуну 2005. године      | 660      |
| 57  | Женско становништво старије од 5 година које је живело у другом ентитету у јуну 2005. године     | 578      |
| 58  | Становништво од 3 године и више које говори аутохтони језик                                      | 253      |
| 59  | Мушко становништво старо 3 године и више које говори аутохтони језик                             | 135      |
| 60  | Женско становништво старо 3 године и више које говори аутохтони језик                            | 118      |
| 61  | Становништво од 3 године и више које говори аутохтони језик и не говори шпански језик            | 2        |
| 62  | Мушко становништво старо 3 године и више које говори аутохтони језик и не говори шпански         | 1        |
| 63  | Женско становништво старо 3 године и више које говори аутохтони језик и не говори шпански језик  | 1        |
| 64  | Становништво старо 3 године и више које говори аутохтони језик и шпански                         | 107      |
| 65  | Мушко становништво старо 3 године и више које говори аутохтони језик и шпански                   | 58       |
| 66  | Женско становништво старо 3 године и више које говори аутохтони језик и шпански                  | 49       |
| 67  | Становништво од 5 година и више које говори аутохтони језик                                      | 249      |
| 68  | Становништво од 5 година и више које говори аутохтони језик и не говори шпански језик            | 1        |
| 69  | Становништво од 5 година и више које говори аутохтони језик и говори шпански језик               | 105      |
| 70  | Становништво у домородачким домаћинствима                                                        | 544      |
| 71  | Становништво са ограничењима у активностима                                                      | 7833     |
| 72  | Становништво са ограниченим ходањем или кретањем, горе или доле                                  | 4585     |
| 73  | Становници са ограничењима вида, чак и уз кориштење сочива                                       | 2084     |
| 74  | Становништво са ограничењима говора, комуникације или конверзације                               | 519      |
| 75  | Становништво са ограниченим слухом                                                               | 861      |
| 76  | Становништво са ограничењима при одевању, купању или јелу                                        | 287      |
| 77  | Становништво са ограничењима у опажању или учењу једноставних ствари                             | 284      |
| 78  | Становништво са менталним ограничењима                                                           | 688      |
| 79  | Становништво без ограничења активности                                                           | 132370   |
| 80  | Становништво од 3 до 5 година које не похађа школу                                               | 4299     |
| 81  | Мушко становништво од 3 до 5 година које не похађа школу                                         | 2134     |
| 82  | Женско становништво од 3 до 5 година које не похађа школу                                        | 2165     |
| 83  | Становништво од 6 до 11 година које не похађа школу                                              | 516      |
| 84  | Мушко становништво од 6 до 11 година које не похађа школу                                        | 248      |
| 85  | Женско становништво од 6 до 11 година које не похађа школу                                       | 268      |
| 86  | Становништво од 12 до 14 година које не похађа школу                                             | 1083     |
| 87  | Мушко становништво од 12 до 14 година које не похађа школу                                       | 531      |
| 88  | Женско становништво од 12 до 14 година које не похађа школу                                      | 552      |
| 89  | Становништво од 15 до 17 година похађа школу                                                     | 4760     |
| 90  | Мушко становништво од 15 до 17 година похађа школу                                               | 2390     |
| 91  | Женско становништво између 15 и 17 година живота у школи                                         | 2370     |
| 92  | Становништво од 18 до 24 године похађа школу                                                     | 2760     |
| 93  | Мушко становништво од 18 до 24 године похађа школу                                               | 1369     |
| 94  | Женско становништво од 18 до 24 године похађа школу                                              | 1391     |
| 95  | Становништво од 8 до 14 година које не може да чита и пише                                       | 564      |
| 96  | Мушко становништво старосног доба од 8 до 14 година које не може да чита и пише                  | 330      |
| 97  | Женско становништво старосног доби од 8 до 14 година које не може да чита и пише                 | 234      |
| 98  | Становништво од 15 година и више које је неписмено                                               | 10128    |
| 99  | Мушко становништво од 15 година и више које је неписмено                                         | 4342     |
| 100 | Женско становништво од 15 година и више које је неписмено                                        | 5786     |
| 101 | Становништво старо 15 и више година без школовања                                                | 10814    |
| 102 | Мушко становништво старо 15 и више година без школовања                                          | 5141     |
| 103 | Женско становништво старо 15 и више година без школовања                                         | 5673     |
| 104 | Становништво старосног доба 15 и више година са непотпуним основним образовањем                  | 20561    |
| 105 | Мушко становништво старосног доба од 15 година и више са непотпуном основним образовањем         | 9173     |
| 106 | Женско становништво старосног доба 15 и више година са непотпуном основним образовањем           | 11388    |
| 107 | Становништво старо 15 и више година са комплетним основним образовањем                           | 22812    |
| 108 | Мушко становништво старо 15 година и више са комплетним основним образовањем                     | 10078    |
| 109 | Женско становништво старо 15 и више година са комплетним основним образовањем                    | 12734    |
| 110 | Становништво старосног доба 15 и више година са непотпуним средњим образовањем                   | 5178     |
| 111 | Мушко становништво старосног доба од 15 година и више са непотпуним средњим образовањем          | 2799     |
| 112 | Женско становништво старосног доба од 15 година и више са непотпуним средњим образовањем         | 2379     |
| 113 | Становништво старо 15 и више година са пуним секундарном образовањем                             | 20382    |
| 114 | Мушко становништво старосног доба од 15 година и више са пуним секундарном образовањем           | 9156     |
| 115 | Женско становништво старосног доба од 15 година и више са пуним секундарном образовањем          | 11226    |
| 116 | Становништво старије од 18 година са постосновним образовањем                                    | 16898    |
| 117 | Мушко становништво старије од 18 година са постосновним образовањем                              | 8315     |
| 118 | Женско становништво старије од 18 година са постосновним образовањем                             | 8583     |
| 119 | Просечна оцена школовања                                                                         | 6.73     |
| 120 | Просечан ниво образовања мушке популације                                                        | 6.81     |
| 121 | Просечан ниво образовања женског становништва                                                    | 6.66     |
| 122 | Економски активно становништво                                                                   | 50330    |
| 123 | Економски активна мушка популација                                                               | 37281    |
| 124 | Економски активна женска популација                                                              | 13049    |
| 125 | Становништво које није економски активно                                                         | 56295    |
| 126 | Мушко становништво које није економски активно                                                   | 12136    |
| 127 | Женско становништво које није економски активно                                                  | 44159    |
| 128 | Запослено становништво                                                                           | 47287    |
| 129 | Запослено мушко становништво                                                                     | 34589    |
| 130 | Запослено женско становништво                                                                    | 12698    |
| 131 | Незапослена популација                                                                           | 3043     |
| 132 | Незапослена мушка популација                                                                     | 2692     |
| 133 | Незапослена женска популација                                                                    | 351      |
| 134 | Становништво без права на здравствене услуге                                                     | 48495    |
| 135 | Становништво које има право на здравствене услуге                                                | 92021    |
| 136 | Становништво које има право на ИМСС                                                              | 16003    |
| 137 | Становништво које има право на социјално осигурање                                               | 6452     |
| 138 | Становништво које има право на државно социјално осигурање                                       | 173      |
| 139 | Становништво које има право на опште осигурање или здравствено осигурање за нову генерацију      | 67476    |
| 140 | Становништво које је било једном или није било у браку током 12 година и више                    | 35193    |
| 141 | Венчано или уједињено становништво од 12 година и више                                           | 63710    |
| 142 | Становништво које је било у браку или уједињено 12 година и више                                 | 8378     |
| 143 | Становништво са католичком религијом                                                             | 128803   |
| 144 | Протестанти, еванђелисти и библијски следбеници различити од еванђелиста                         | 6892     |
| 145 | Становништво са другим религијама различитим од претходних                                       | 36       |
| 146 | Становништво без религије                                                                        | 3813     |
| 147 | Укупно пописаних домаћинства                                                                     | 32912    |
| 148 | Пописна домаћинства на челу са мушкарцима                                                        | 24917    |
| 149 | Пописна домаћинства на челу са женама                                                            | 7995     |
| 150 | Становништво у пописним домаћинствима                                                            | 139675   |
| 151 | Становништво у пописним домаћинствима на челу са мушкарцима                                      | 109834   |
| 152 | Становништво у пописним домаћинствима на челу са женама                                          | 29841    |
| 153 | Укупно домаћинстава                                                                              | 42243    |
| 154 | Укупно насељених домаћинстава                                                                    | 33026    |
| 155 | Укупно приватних кућа                                                                            | 42129    |
| 156 | Насељени приватни домови                                                                         | 32912    |
| 157 | Укупно насељених приватних кућа                                                                  | 33023    |
| 158 | Ненасељене приватне куће                                                                         | 7241     |
| 159 | Појединачна домаћинства за привремену употребу                                                   | 1976     |
| 160 | Становници у насељеним приватним кућама                                                          | 139675   |
| 161 | Насељеност станара у приватним становима                                                         | 4.24     |
| 162 | Просечно становника по соби у приватним насељеним домаћинствима                                  | 1.21     |
| 163 | Појединачна домаћинства са подовима од различитих материјала од земље                            | 31415    |
| 164 | Појединачна домаћинства у приземљу                                                               | 1370     |
| 165 | Појединачна домаћинства са једном спаваћом собом                                                 | 10758    |
| 166 | Појединачна домаћинства са две спаваће собе и више                                               | 22071    |
| 167 | Појединачна домаћинства са једним собом                                                          | 1700     |
| 168 | Појединачна домаћинства са две собе                                                              | 6542     |
| 169 | Појединачна домаћинства са 3 собе и више                                                         | 24556    |
| 170 | Појединачна домаћинства која имају електрично светло                                             | 32475    |
| 171 | Појединачна домаћинства која немају електрично светло                                            | 371      |
| 172 | Појединачна домаћинства која имају водоводну воду у стамбеном простору                           | 30995    |
| 173 | Појединачна домаћинства која немају водоводну воду у стамбеном простору                          | 1804     |
| 174 | Појединачна домаћинства која имају тоалет                                                        | 29063    |
| 175 | Појединачна домаћинства која имају канализацију                                                  | 28522    |
| 176 | Појединачна домаћинства која немају канализацију                                                 | 4198     |
| 177 | Појединачна домаћинства која имају електрично светло, довод воде из јавне мреже и канализацију   | 27266    |
| 178 | Појединачна домаћинства без икаквих услова                                                       | 488      |
| 179 | Појединачна домаћинства која имају радио                                                         | 26523    |
| 180 | Појединачна домаћинства која имају телевизор                                                     | 31469    |
| 181 | Појединачна домаћинства која имају фрижидер                                                      | 27472    |
| 182 | Појединачна домаћинства која имају машину за веш                                                 | 23546    |
| 183 | Појединачна домаћинства која имају аутомобил или комби                                           | 13435    |
| 184 | Појединачна домаћинства која имају рачунар                                                       | 4519     |
| 185 | Појединачна домаћинства која имају фиксну телефонску линију                                      | 12482    |
| 186 | Појединачна домаћинства која имају мобилни телефон                                               | 15184    |
| 187 | Појединачна домаћинства која имају приступ интернету                                             | 2699     |